# Persone di nome Harold
| Questa pagina contiene informazioni ricavate automaticamente dalle voci biografiche con l'ausilio del template Bio e di un bot. L'aggiornamento è periodico e automatico e ricostruisce completamente la pagina. Se manca una persona in questa lista, sei pregato di non aggiungerla, ma accertati piuttosto che la sua voce biografica contenga il template Bio e che i dati anagrafici siano correttamente compilati. Se il template Bio manca, inseriscilo tu stesso o, in alternativa, metti l'avviso {{tmp\|Bio}} che ne segnala la mancanza. Se i dati riportati sono sbagliati, correggi direttamente la voce biografica; le modifiche saranno visibili in questa lista entro pochi giorni. Per chiarimenti vedi il progetto antroponimi. La lista contiene solo le 295 persone che sono citate nell'enciclopedia e per le quali è stato implementato correttamente il template Bio. Pagina aggiornata al 6 ago 2025. |

Questa è una lista di persone presenti nell'enciclopedia che hanno il nome Harold, suddivise per attività principale.

## Allenatori di calcio(5)
- Harold Jarman, allenatore di calcio e ex calciatore inglese (Bristol, n. 1939)
- Harry Kewell, allenatore di calcio e ex calciatore australiano (Sydney, n. 1978)
- Harold Rose, allenatore di calcio e calciatore inglese (Reading, n. 1900 - Reading, † 1990)
- Harold Shepherdson, allenatore di calcio e calciatore inglese (Middlesbrough, n. 1918 - Middlesbrough, † 1995)
- Harold Wallace, allenatore di calcio e ex calciatore costaricano (Los Lagos, n. 1975)

## Allenatori di football americano(1)
- Wade Phillips, allenatore di football americano statunitense (Orange, n. 1947)

## Allenatori di pallacanestro(2)
- Harold Blitman, allenatore di pallacanestro statunitense (n. 1930 - Roswell, † 2012)
- Harold Olsen, allenatore di pallacanestro statunitense (Rice Lake, n. 1895 - Evanston, † 1953)

## Allenatori di tennis(1)
- Harold Solomon, allenatore di tennis e ex tennista statunitense (Washington, n. 1952)

## Alpinisti(2)
- Harold Raeburn, alpinista scozzese (Edimburgo, n. 1865 - Edimburgo, † 1926)
- Bill Tilman, alpinista e esploratore britannico (Wallasey, n. 1898 - disperso nell'Oceano Atlantico, † 1977)

## Altisti(2)
- Harold Muller, altista statunitense (Dunsmuir, n. 1901 - Berkeley, † 1962)
- Harold Osborn, altista e multiplista statunitense (Butler, n. 1899 - Champaign, † 1975)

## Ammiragli(2)
- Harold Burrough, ammiraglio britannico (Eaton Bishop, n. 1888 - Hindhead, † 1977)
- Harold Rainsford Stark, ammiraglio statunitense (Wilkes-Barre, n. 1880 - Washington, † 1972)

## Arbitri di baseball(1)
- Doug Harvey, arbitro di baseball statunitense (South Gate, n. 1930 - Visalia, † 2018)

## Artisti(2)
- Harold Dow Bugbee, artista, illustratore e pittore statunitense (Lexington, n. 1900 - Clarendon, † 1963)
- Harold Offeh, artista ghanese (Ghana, n. 1977)

## Assassini seriali(1)
- Harold Shipman, serial killer britannico (Nottingham, n. 1946 - Wakefield, † 2004)

## Astisti(1)
- Harry Babcock, astista statunitense (Pelham Manor, n. 1890 - Norwalk, † 1965)

## Astronomi(3)
- Harold Alden, astronomo statunitense (Chicago, n. 1890 - Charlottesville, † 1964)
- Harold Delos Babcock, astronomo statunitense (n. 1882 - † 1968)
- Harold Spencer Jones, astronomo inglese (Londra, n. 1880 - Londra, † 1960)

## Attori(22)
- Harold Bergman, attore e stuntman statunitense (Milwaukee, n. 1919 - Miami, † 2019)
- Harold Goodwin, attore statunitense (Peoria, n. 1902 - Woodland Hills, † 1987)
- Harold Gould, attore statunitense (Schenectady, n. 1923 - Los Angeles, † 2010)
- Harry Guardino, attore statunitense (New York, n. 1925 - Palm Springs, † 1995)
- Rance Howard, attore e regista statunitense (Duncan, n. 1928 - Los Angeles, † 2017)
- Harold Lloyd Jr., attore statunitense (Beverly Hills, n. 1931 - Los Angeles, † 1971)
- Harold Lloyd, attore, regista e produttore cinematografico statunitense (Burchard, n. 1893 - Beverly Hills, † 1971)
- Harold Lockwood, attore statunitense (Newark, n. 1887 - New York, † 1918)
- Harold Miller, attore statunitense (Redondo Beach, n. 1884 - Los Angeles, † 1972)
- Harold Perrineau, attore statunitense (New York, n. 1963)
- Snub Pollard, attore australiano (Melbourne, n. 1889 - Burbank, † 1962)
- Harold Ramis, attore, sceneggiatore e regista statunitense (Chicago, n. 1944 - Chicago, † 2014)
- Harold Russell, attore e militare canadese (North Sydney, n. 1914 - Needham, † 2002)
- Hal Smith, attore e doppiatore statunitense (Petoskey, n. 1916 - Los Angeles, † 1994)
- Harold e Dorothy Smith, attore britannico (Ramsgate, n. 1889 - Ramsgate, † 1975)
- Harold J. Stone, attore statunitense (New York, n. 1913 - Woodland Hills, † 2005)
- Harold Switzer, attore statunitense (Paris, n. 1925 - Glendale, † 1967)
- Harold Sylvester, attore statunitense (New Orleans, n. 1949)
- Harold Torres, attore messicano (Toluca, n. 1983)
- Harold Vosburgh, attore statunitense (New Orleans, † 1926)
- Harold Walden, attore e calciatore inglese (Ambala, n. 1887 - Leeds, † 1955)
- Tom Wright, attore statunitense (Englewood, n. 1952)

## Aviatori(5)
- Harold Koch Boysen, aviatore statunitense (Lake Benton, n. 1891 - Contea di Harris, † 1963)
- Harold Ross Eycott-Martin, aviatore britannico (Haywards Heath, n. 1897)
- Harold Charles Gatty, aviatore e scrittore australiano (Campbell Town, n. 1903 - Figi, † 1957)
- Harold B. Hudson, aviatore canadese (Cobham, n. 1898 - Vancouver, † 1982)
- Harold Frederick Pitcairn, aviatore e inventore statunitense (Hawthorne, n. 1897 - Filadelfia, † 1960)

## Biologi(1)
- Harold Garnet Callan, biologo e zoologo britannico (Maidenhead, n. 1917 - Saint Andrews, † 1993)

## Calciatori(25)
- Harold Alas, calciatore salvadoregno (San Salvador, n. 1989)
- Harold Amaru, ex calciatore francese (n. 1970)
- Eddie Clamp, calciatore inglese (Coalville, n. 1934 - Wolverhampton, † 1995)
- Harold Cummings, calciatore panamense (Panama, n. 1992)
- Mike England, ex calciatore e allenatore di calcio gallese (Holywell, n. 1941)
- Harold Fleming, calciatore inglese (Downton, n. 1887 - † 1955)
- Harold Fonseca, calciatore honduregno (Tegucigalpa, n. 1993)
- Harold Halse, calciatore inglese (Stratford, n. 1886 - Colchester, † 1949)
- Harold Hansen, ex calciatore canadese (Vancouver, n. 1946)
- Wally Hardinge, calciatore, allenatore di calcio e crickettista inglese (Londra, n. 1886 - † 1965)
- Harold Hardman, calciatore inglese (Kirkmanshulme, n. 1882 - Sale, † 1965)
- Harold Hassall, calciatore e allenatore di calcio inglese (Bolton, n. 1929 - Bolton, † 2015)
- Harry Hooper, calciatore inglese (Pittington, n. 1933 - † 2020)
- Harry McIlvenny, calciatore inglese (Bradford, n. 1922 - West Yorkshire, † 2009)
- Harold Miller, calciatore inglese (Watford, n. 1902 - † 1988)
- Harold Morse, calciatore inglese (n. 1859 - † 1935)
- Harold Moukoudi, calciatore francese (Bondy, n. 1997)
- Harold Osorio, calciatore salvadoregno (San Salvador, n. 2003)
- Harold Preciado, calciatore colombiano (San Andrés de Tumaco, n. 1994)
- Harold Reina, calciatore colombiano (Yumbo, n. 1990)
- Harry Stamper, calciatore inglese (Stockton-on-Tees, n. 1889 - Durham, † 1939)
- Harry Stapley, calciatore inglese (Southborough, n. 1883 - Glossop, † 1937)
- Harold Swift, calciatore inglese
- Harry Walden, calciatore inglese (Walgrave, n. 1940 - † 2018)
- Harry Worrall, calciatore inglese (Winsford, n. 1918 - North Tyneside, † 1979)

## Canottieri(3)
- Harold Barker, canottiere britannico (Marylebone, n. 1889 - Henley-on-Thames, † 1937)
- Harold Kitching, canottiere britannico (Great Ayton, n. 1885 - Great Ayton, † 1980)
- Harold Langen, canottiere olandese (Maastricht, n. 1986)

## Cantanti(6)
- Harry Belafonte, cantante, musicista e attore statunitense (New York, n. 1927 - New York, † 2023)
- Bo Bice, cantante e musicista statunitense (Huntsville, n. 1975)
- Howard Keel, cantante e attore statunitense (Gillespie, n. 1919 - Palm Desert, † 2004)
- Harry Nach, cantante e rapper cileno (La Pintana, n. 2000)
- Lally Stott, cantante, compositore e paroliere britannico (Prescot, n. 1945 - Liverpool, † 1977)
- Chuck Willis, cantante statunitense (Atlanta, n. 1926 - Chicago, † 1958)

## Cantautori(1)
- Ray Stevens, cantautore, comico e produttore discografico statunitense (Clarkdale, n. 1939)

## Cestisti(30)
- Fiifi Aidoo, cestista ghanese (Accra, n. 1996)
- Tommy Amaker, ex cestista e allenatore di pallacanestro statunitense (Falls Church, n. 1965)
- Hal Blevins, ex cestista e allenatore di pallacanestro statunitense (Tuscaloosa, n. 1943)
- Butch Booker, ex cestista statunitense (Darby, n. 1945)
- Harold Brown, cestista e allenatore di pallacanestro statunitense (n. 1923 - Evansville, † 1980)
- Hal Devoll, cestista statunitense (Detroit, n. 1923 - Allen Park, † 2010)
- Harold Ellis, ex cestista e allenatore di pallacanestro statunitense (Atlanta, n. 1970)
- Harry Fisher, cestista, giocatore di baseball e allenatore di pallacanestro statunitense (New York, n. 1882 - New York, † 1967)
- Bud Foster, cestista e allenatore di pallacanestro statunitense (Newton, n. 1906 - † 1996)
- Harold Fox, ex cestista statunitense (Hyattsville, n. 1949)
- Hal Gensichen, cestista statunitense (Buchanan, n. 1921 - Orange County, † 1990)
- Hal Greer, cestista e allenatore di pallacanestro statunitense (Huntington, n. 1936 - Arizona, † 2018)
- Happy Hairston, cestista statunitense (Winston-Salem, n. 1942 - Los Angeles, † 2001)
- Hal Haskins, cestista statunitense (Page, n. 1924 - St. Paul, † 2003)
- Harold Hull, cestista statunitense (Pickering, n. 1920 - Maryville, † 1988)
- Hal Hutcheson, cestista e allenatore di pallacanestro statunitense (Hopkins, n. 1920 - † 1991)
- Gene James, cestista e allenatore di pallacanestro statunitense (Ironton, n. 1925 - Sarasota, † 1997)
- Harold Jamison, ex cestista statunitense (Orangeburg, n. 1976)
- Hal Jeter, ex cestista statunitense (n. 1945)
- Harold Johnson, cestista statunitense (Richmond, n. 1920 - Richmond, † 1999)
- Harold Keeling, ex cestista statunitense (New Orleans, n. 1963)
- Harry Kermode, cestista canadese (Nanaimo, n. 1922 - Vancouver, † 2009)
- Harold Kottman, cestista statunitense (Forest Green, n. 1922 - Panama City, † 2004)
- Gene Lambdin, cestista statunitense (Elkhart, n. 1930 - † 2000)
- Hal Lear, cestista statunitense (Filadelfia, n. 1935 - White Plains, † 2016)
- Harry Litwack, cestista e allenatore di pallacanestro statunitense (Regno di Galizia e Lodomeria, n. 1907 - Huntingdon Valley, † 1999)
- Harold Miner, ex cestista statunitense (Inglewood, n. 1971)
- Harold Mrazek, ex cestista svizzero (Friburgo, n. 1973)
- Harold Pressley, ex cestista e allenatore di pallacanestro statunitense (Bronx, n. 1963)
- Hal Uplinger, cestista e produttore televisivo statunitense (New Kensington, n. 1929 - Dana Point, † 2011)

## Chimici(2)
- Harold Kroto, chimico inglese (Wisbech, n. 1939 - Lewes, † 2016)
- Harold Urey, chimico statunitense (Walkerton, n. 1893 - La Jolla, † 1981)

## Chirurghi(1)
- Harold Gillies, chirurgo neozelandese (Dunedin, n. 1882 - Marylebone, † 1960)

## Ciclisti su strada(2)
- Harold Martín López, ciclista su strada ecuadoriano (Ibarra, n. 2000)
- Harold Tejada, ciclista su strada colombiano (Pitalito, n. 1997)

## Compositori(2)
- Harold Budd, compositore statunitense (Los Angeles, n. 1936 - Arcadia, † 2020)
- Harold Faltermeyer, compositore e produttore discografico tedesco (Monaco di Baviera, n. 1952)

## Conduttori radiofonici(1)
- Harold Stevens, conduttore radiofonico e militare britannico (Napoli, n. 1883 - Bournemouth, † 1961)

## Criminali(1)
- Harold Brest, criminale statunitense (Baia di San Francisco, † 1943)

## Critici d'arte(1)
- Harold Rosenberg, critico d'arte statunitense (New York, n. 1906 - New York, † 1978)

## Critici letterari(1)
- Harold Bloom, critico letterario e anglista statunitense (New York, n. 1930 - New Haven, † 2019)

## Critici musicali(1)
- Harold C. Schonberg, critico musicale statunitense (New York, n. 1915 - New York, † 2003)

## Danzatori(3)
- Harold Christensen, ballerino e coreografo statunitense (Brigham City, n. 1904 - San Anselmo, † 1989)
- Harold Lang, ballerino, attore teatrale e insegnante statunitense (Daly City, n. 1920 - Chico, † 1985)
- Harold Turner, ballerino britannico (Manchester, n. 1909 - Londra, † 1962)

## Diplomatici(1)
- Harold Caccia, barone Caccia, diplomatico inglese (Pachmarhi Cantonment, n. 1905 - Builth Wells, † 1990)

## Direttori d'orchestra(1)
- Malcolm Sargent, direttore d'orchestra, organista e compositore britannico (Ashford, n. 1895 - Londra, † 1967)

## Direttori della fotografia(3)
- Harold Rosson, direttore della fotografia statunitense (New York, n. 1895 - Palm Beach, † 1988)
- Harold E. Stine, direttore della fotografia statunitense (Chino, n. 1903 - Los Angeles, † 1977)
- Harold Wenstrom, direttore della fotografia statunitense (Brooklyn, n. 1893 - † 1944)

## Drammaturghi(1)
- Harold Pinter, drammaturgo, regista teatrale e attore teatrale britannico (Londra, n. 1930 - Londra, † 2008)

## Editori(1)
- Harold Harmsworth, editore, giornalista e nobile britannico (Londra, n. 1868 - Bermuda, † 1940)

## Egittologi(1)
- Idris Bell, egittologo britannico (Epworth, n. 1879 - Aberystwyth, † 1967)

## Esperantisti(1)
- Harold Bolingbroke Mudie, esperantista britannico (Londra, n. 1880 - Forges-les-Eaux, † 1916)

## Filosofi(1)
- Harold Cherniss, filosofo e storico statunitense (Saint Joseph, n. 1904 - Princeton, † 1987)

## Fisici(1)
- Harold E. Johns, fisico e medico canadese (Sichuan, n. 1915 - † 1998)

## Fotografi(2)
- Harold Chapman, fotografo britannico (Deal, n. 1927 - † 2022)
- Harold Miller Null, fotografo statunitense (Filadelfia, n. 1916 - San Martino dei Colli, † 1996)

## Fumettisti(2)
- Hal Foster, fumettista canadese (Halifax, n. 1892 - Spring Hill, † 1982)
- Harold Knerr, fumettista statunitense (Bryn Mawr, n. 1882 - New York, † 1949)

## Funzionari(1)
- Harold Butler, funzionario britannico (Oxford, n. 1883 - Reading, † 1951)

## Generali(2)
- Harold Alexander, generale e politico britannico (Londra, n. 1891 - Slough, † 1969)
- Hal Moore, generale e scrittore statunitense (Bardstown, n. 1922 - Auburn, † 2017)

## Ginnasti(1)
- Harry Dickason, ginnasta britannico (Hebden, n. 1890 - Birmingham, † 1962)

## Giocatori di baseball(4)
- Harold Baines, giocatore di baseball statunitense (Easton, n. 1959)
- Hal Newhouser, giocatore di baseball statunitense (Detroit, n. 1921 - Detroit, † 1998)
- Pee Wee Reese, giocatore di baseball statunitense (Ekron, n. 1918 - Louisville, † 1999)
- Pie Traynor, giocatore di baseball e allenatore di baseball statunitense (Framingham, n. 1898 - Pittsburgh, † 1972)

## Giocatori di football americano(11)
- Harold Blackmon, ex giocatore di football americano statunitense (Chicago, n. 1978)
- Harry Carson, ex giocatore di football americano statunitense (Florence, n. 1953)
- Hal Crisler, giocatore di football americano e cestista statunitense (Richmond, n. 1923 - Los Altos, † 1987)
- Cookie Cunningham, giocatore di football americano, cestista e allenatore di pallacanestro statunitense (Mount Vernon, n. 1905 - Leesburg, † 1995)
- Harold Fannin Jr., giocatore di football americano statunitense (Canton, n. 2004)
- Red Grange, giocatore di football americano statunitense (Forksville, n. 1903 - Lake Wales, † 1991)
- Harold Green, ex giocatore di football americano statunitense (Ladson, n. 1968)
- Harold Landry, giocatore di football americano statunitense (Spring Lake, n. 1996)
- Warren Moon, ex giocatore di football americano statunitense (Los Angeles, n. 1956)
- Hal Patterson, giocatore di football americano statunitense (Larned, n. 1932 - Kinsley, † 2011)
- Butch Woolfolk, ex giocatore di football americano statunitense (Milwaukee, n. 1960)

## Giornalisti(4)
- James Aldridge, giornalista e romanziere australiano (n. 1918 - † 2015)
- Harold Ross, giornalista statunitense (Aspen, n. 1892 - Boston, † 1951)
- Harold T. Wilkins, giornalista e scrittore britannico (Gloucester, n. 1891 - † 1960)
- Harold Williams, giornalista e linguista neozelandese (Auckland, n. 1876 - Londra, † 1928)

## Golfisti(3)
- Harold Fraser, golfista statunitense (Woodstock, n. 1872 - Ottawa Hills, † 1945)
- Harold Simpkins, golfista statunitense (St. Louis, n. 1885 - St. Louis, † 1935)
- Harry Weber, golfista statunitense (Toledo, n. 1882 - Littleton, † 1933)

## Hockeisti su ghiaccio(6)
- Hal Gill, ex hockeista su ghiaccio statunitense (Concord, n. 1975)
- Slim Halderson, hockeista su ghiaccio canadese (Winnipeg, n. 1898 - Winnipeg, † 1965)
- Harold McMunn, hockeista su ghiaccio canadese (Lanark, n. 1902 - Toronto, † 1964)
- Hack Simpson, hockeista su ghiaccio canadese (Winnipeg, n. 1910 - Montréal, † 1978)
- Harry Sinden, ex hockeista su ghiaccio canadese (Collins Bay, n. 1932)
- Harry Watson, hockeista su ghiaccio canadese (Saint John's, n. 1898 - London, † 1957)

## Hockeisti su prato(1)
- Harold Cassels, hockeista su prato britannico (Langzhong, n. 1898 - Taunton, † 1975)

## Illustratori(2)
- Harold Robert Millar, illustratore, disegnatore e fumettista scozzese (Dumfries, n. 1869 - Surrey, † 1942)
- Harold Pearl, illustratore britannico (n. 1914 - Miami, † 1975)

## Imprenditori(4)
- Harold Fowler McCormick, imprenditore statunitense (n. 1872 - † 1941)
- Harold Hamm, imprenditore statunitense (Lexington, n. 1945)
- Harold Stanley, imprenditore statunitense (Great Barrington, n. 1885 - Filadelfia, † 1963)
- Harold Sines Vance, imprenditore statunitense (Port Huron, n. 1890 - † 1959)

## Informatici(1)
- Hal Abelson, informatico statunitense (n. 1947)

## Ingegneri(1)
- Harold Stephen Black, ingegnere statunitense (Leominster, n. 1898 - † 1983)

## Martellisti(1)
- Harold Connolly, martellista statunitense (Somerville, n. 1931 - Catonsville, † 2010)

## Matematici(6)
- Harold Coxeter, matematico inglese (Londra, n. 1907 - Toronto, † 2003)
- Harold Davenport, matematico inglese (Huncoat, n. 1907 - Cambridge, † 1969)
- Harold Grad, matematico statunitense (New York, n. 1923 - † 1986)
- Harold Jeffreys, matematico, astronomo e statistico inglese (Fatfield, n. 1891 - † 1989)
- Harold Kuhn, matematico statunitense (Santa Monica, n. 1925 - New York, † 2014)
- Marston Morse, matematico statunitense (Waterville, n. 1892 - Princeton, † 1977)

## Medici(3)
- Harold Bornstein, medico statunitense (New York, n. 1947 - † 2021)
- Harold Varmus, medico statunitense (Oceanside, n. 1939)
- Harold Wolff, medico e neurologo statunitense (New York, n. 1898 - Washington, † 1962)

## Mezzofondisti(1)
- Harold Wilson, mezzofondista britannico (Horncastle, n. 1885 - Durban, † 1932)

## Militari(2)
- Harold Bride, ufficiale britannico (Londra, n. 1890 - Glasgow, † 1956)
- Harold Cottam, ufficiale britannico (Southwell, n. 1891 - Lowdham, † 1984)

## Montatori(1)
- Harry Keramidas, montatore statunitense (Detroit, n. 1940)

## Musicisti(1)
- Harold López-Nussa, musicista cubano (L'Avana, n. 1983)

## Navigatori(1)
- Harold Lowe, marinaio britannico (Llanrhos, n. 1882 - Deganwy, † 1944)

## Nuotatori(3)
- Harold Annison, nuotatore e pallanuotista britannico (Hackney, n. 1895 - Worthing, † 1957)
- Harold Hardwick, nuotatore australiano (n. 1888 - † 1959)
- Thompson Mann, nuotatore statunitense (Norfolk, n. 1942 - † 2019)

## Ostacolisti(2)
- Harold Barron, ostacolista statunitense (n. 1894 - San Francisco, † 1978)
- Blaine Lindgren, ostacolista statunitense (Salt Lake City, n. 1939 - Salt Lake City, † 2019)

## Pallanuotisti(1)
- Harold Dash, pallanuotista statunitense (Chicago, n. 1917 - Glenview, † 1980)

## Parapsicologi(1)
- Harold Puthoff, parapsicologo e ingegnere statunitense (New York, n. 1936)

## Piloti automobilistici(2)
- Harry Blanchard, pilota automobilistico statunitense (Burlington, n. 1929 - Buenos Aires, † 1960)
- Harry Gant, pilota automobilistico statunitense (Taylorsville, n. 1940)

## Piloti motociclistici(1)
- Harold Daniell, pilota motociclistico britannico (n. 1909 - † 1967)

## Pittori(3)
- Harold Bradley, pittore, attore e cantante statunitense (Chicago, n. 1929 - Roma, † 2021)
- Harold Gilman, pittore inglese (Rode, n. 1876 - Londra, † 1919)
- Harold Gresley, pittore inglese (n. 1892 - † 1967)

## Poeti(2)
- Hart Crane, poeta statunitense (Garrettsville, n. 1899 - Golfo del Messico, † 1932)
- Hal David, poeta e paroliere statunitense (New York, n. 1921 - Los Angeles, † 2012)

## Politici(13)
- Harold Brown, politico e fisico statunitense (New York, n. 1927 - Rancho Santa Fe, † 2019)
- Harold Ford, politico statunitense (Memphis, n. 1945)
- Harold Ford, politico statunitense (Memphis, n. 1970)
- Trent Franks, politico statunitense (Uravan, n. 1957)
- Trey Gowdy, politico statunitense (Greenville, n. 1964)
- Harold Holt, politico australiano (Sydney, n. 1908 - † 1967)
- H. Guy Hunt, politico statunitense (Holly Pond, n. 1933 - Birmingham, † 2009)
- Martin Lancaster, politico statunitense (Contea di Wayne, n. 1943)
- Harold Laski, politico e politologo inglese (Manchester, n. 1893 - Londra, † 1950)
- Harold Nicolson, politico, diplomatico e scrittore britannico (Teheran, n. 1886 - Kent, † 1968)
- Hal Rogers, politico e avvocato statunitense (Barrier, n. 1937)
- Harold Stassen, politico statunitense (West St. Paul, n. 1907 - Bloomington, † 2001)
- Harold Volkmer, politico statunitense (Jefferson City, n. 1931 - Hannibal, † 2011)

## Politologi(1)
- Harold Lasswell, politologo statunitense (n. 1902 - † 1978)

## Produttori cinematografici(1)
- Harry Warner, produttore cinematografico statunitense (Krasnosielc, n. 1881 - Los Angeles, † 1958)

## Produttori discografici(1)
- Lord Woodbine, produttore discografico, tastierista e cantante trinidadiano (Crown Point, n. 1929 - Liverpool, † 2000)

## Produttori teatrali(1)
- Harold Prince, produttore teatrale e regista teatrale statunitense (Manhattan, n. 1928 - Reykjavík, † 2019)

## Psichiatri(1)
- Harold Bloomfield, psichiatra, psicoterapeuta e saggista statunitense (New York, n. 1944)

## Psicologi(1)
- Harold Leavitt, psicologo statunitense (Lynn, n. 1922 - Pasadena, † 2007)

## Pugili(7)
- Billy Backus, ex pugile statunitense (Canastota, n. 1943)
- Harold Brazier, ex pugile statunitense (South Bend, n. 1955)
- Harold Devine, pugile statunitense (New Haven, n. 1909 - Oxford, † 1998)
- Harry Franks, pugile britannico (Hackney, n. 1891 - † 1973)
- Harold Johnson, pugile statunitense (Filadelfia, n. 1928 - Filadelfia, † 2015)
- Harry Mitchell, pugile britannico (Tiverton, n. 1895 - Twickenham, † 1983)
- Harold Weston, ex pugile statunitense (New York City, n. 1952)

## Rabbini(1)
- Harold Kushner, rabbino, teologo e scrittore statunitense (New York, n. 1935 - Canton, † 2023)

## Registi(8)
- Harold Becker, regista, produttore cinematografico e fotografo statunitense (New York, n. 1928)
- Harold S. Bucquet, regista britannico (Londra, n. 1891 - Los Angeles, † 1946)
- Harold French, regista, sceneggiatore e attore inglese (Londra, n. 1897 - Londra, † 1997)
- Herk Harvey, regista, attore e regista statunitense (Windsor, n. 1924 - Lawrence, † 1996)
- Hal Roach Jr., regista e produttore cinematografico statunitense (Los Angeles, n. 1918 - Santa Monica, † 1972)
- Harold D. Schuster, regista e montatore statunitense (Cherokee, n. 1902 - Westlake Village, † 1986)
- Harold M. Shaw, regista e attore statunitense (Brownsville, n. 1877 - Los Angeles, † 1926)
- Harold Young, regista e montatore statunitense (Portland, n. 1897 - Beverly Hills, † 1972)

## Registi teatrali(1)
- Harold Clurman, regista teatrale e critico teatrale statunitense (New York, n. 1901 - New York, † 1980)

## Saggisti(1)
- Harold Rosenthal, saggista e critico musicale inglese (West Norwood, n. 1917 - Londra, † 1987)

## Sassofonisti(2)
- Tina Brooks, sassofonista e compositore statunitense (Fayetteville, n. 1932 - New York, † 1974)
- Harold Land, sassofonista statunitense (Houston, n. 1928 - Los Angeles, † 2001)

## Scacchisti(1)
- Harold van der Heijden, scacchista e compositore di scacchi olandese (Veghel, n. 1960)

## Schermidori(3)
- Harry Cooke, schermidore britannico (n. 1907 - Hereford, † 1986)
- Harold Goldsmith, schermidore statunitense (n. 1930 - New York, † 2004)
- Harold Rayner, schermidore statunitense (Glen Ridge, n. 1888 - Montrose, † 1954)

## Scrittori(9)
- Harold Acton, scrittore, storico e collezionista d'arte britannico (Firenze, n. 1904 - Firenze, † 1994)
- Harold Brodkey, scrittore e giornalista statunitense (Staunton, n. 1930 - New York, † 1996)
- Harold Livingston, scrittore e sceneggiatore statunitense (Haverhill, n. 1924 - Westlake Village, † 2022)
- Harold McGrath, scrittore e sceneggiatore statunitense (Syracuse, n. 1871 - Syracuse, † 1932)
- H. Warner Munn, scrittore statunitense (Athol, n. 1903 - Tacoma, † 1981)
- Harold James Murray, scrittore e educatore britannico (Londra, n. 1868 - Londra, † 1955)
- James Reynolds, scrittore, pittore e illustratore statunitense (Syracuse, n. 1891 - Bellagio, † 1957)
- Harold Robbins, scrittore statunitense (New York, n. 1916 - Palm Springs, † 1997)
- Harold Schechter, scrittore statunitense (n. 1948)

## Sociologi(2)
- Harold Garfinkel, sociologo statunitense (Newark, n. 1917 - Los Angeles, † 2011)
- Harold Kelley, sociologo e psicologo statunitense (Boise, n. 1921 - Malibù, † 2003)

## Sovrani(1)
- Aroldo II d'Inghilterra, sovrano anglosassone (Wessex - Hastings, † 1066)

## Statistici(2)
- Harold French Dodge, statistico statunitense (Lowell, n. 1893 - † 1976)
- Harold Hotelling, statistico statunitense (Fulda, n. 1895 - Chapel Hill, † 1973)

## Storici(3)
- Harold A. Drake, storico statunitense (n. 1942)
- Harold Innis, storico canadese (Otterville, n. 1894 - Toronto, † 1952)
- Harold Mattingly, storico e numismatico britannico (Sudbury, n. 1884 - Chesham, † 1964)

## Tennisti(5)
- Harold Hackett, tennista statunitense (Hingham, n. 1878 - New York, † 1937)
- Harold Kauffman, tennista statunitense (St. Louis, n. 1875 - St. Louis, † 1936)
- Harold Kitson, tennista sudafricano (Richmond, n. 1874 - Umkomaas, † 1951)
- Harold Mahony, tennista irlandese (Edimburgo, n. 1867 - Edimburgo, † 1905)
- Harold Mayot, tennista francese (Metz, n. 2002)

## Tiratori a segno(1)
- Harry Humby, tiratore a segno britannico (Londra, n. 1879 - Londra, † 1923)

## Tiratori di fune(1)
- Harry Stiff, tiratore di fune britannico (Sudbury, n. 1881 - Finchingfield, † 1939)

## Triplisti(1)
- Harold Correa, triplista francese (Épinay-sur-Seine, n. 1988)

## Trombettisti(1)
- Shorty Baker, trombettista statunitense (Saint Louis, n. 1914 - New York, † 1966)

## Tuffatori(1)
- Harold Clarke, tuffatore britannico (n. 1888 - Christchurch, † 1969)

## Velocisti(2)
- Harold Abrahams, velocista, lunghista e giornalista britannico (Bedford, n. 1899 - Enfield, † 1978)
- Harold Cagle, velocista statunitense (Maud, n. 1913 - Fremont, † 1977)

## Vescovi cattolici(2)
- Harold Anthony Perera, vescovo cattolico singalese (Bopitiya, n. 1951)
- Harold Robert Perry, vescovo cattolico statunitense (Lake Charles, n. 1916 - Marrero, † 1991)

## Wrestler(1)
- Tojo Yamamoto, wrestler statunitense (Kaanapali, n. 1927 - Hermitage, † 1992)

## Zoologi(1)
- Harold Jefferson Coolidge, zoologo statunitense (Boston, n. 1904 - Beverly, † 1985)

## Senza attività specificata(1)
- Harold Eugene Edgerton, ingegnere elettrico e fotografo statunitense (Fremont, n. 1903 - Cambridge, † 1990)